# Șocul viitorului
Șocul viitorului (titlu original: Future Shock) este o carte publicată în 1970 de sociologul și futurologul american Alvin Toffler. Cartea a fost publicată în 50 de țări și care s-a vândut în peste 15 milioane de copii 
Termenul „Șocul viitorului”, descrie starea psihologică a persoanelor fizice, precum și a societăților, ce se confruntă cu impresia că „prea multe schimbări au avut loc într-un timp prea scurt”. Conceptul este legat de termenul „singularitate tehnologică”, care a apărut în secolul al XXI-lea. 
Toffler sugerează că societatea este într-o fază de schimbare structurală enormă, o revoluție de la o societate industrială la o „societate super-industrială”. Această transformare confundă oamenii și accelerează progresul social și tehnologic, duce la „deconectarea” de restul lumii, sub rezerva unui „stres și dezorientări distructive” - șocul viitorului. Toffler continuă prin atribuirea majorității problemelor sociale șocului viitorului. Acesta descrie acesti tip de „șoc” ca o „supraîncărcare de informații”. Toffler continuă analiza pe aceleași linii, în  Al Treilea Val⁠(en)[traduceți] și Puterea în mișcare.
Cartea a cunoscut mai multe ediții și în limba română, prima dintre acestea fiind cea din 1973, de la Editura Politică, București, în traducerea Leontinei Moga și a Gabrielei Mantu.

## Legături externe
- Future Shock Levels Arhivat în 11 mai 2008, la Wayback Machine. de Eliezer Yudkowsky
- Future Shock Level Analysis de Michael Anissimov